# Néologisme
 (septembre 2014).
Si vous disposez d'ouvrages ou d'articles de référence ou si vous connaissez des sites web de qualité traitant du thème abordé ici, merci de compléter l'article en donnant les références utiles à sa vérifiabilité et en les liant à la section « Notes et références ».
Un néologisme est un mot nouveau ou apparu récemment dans une langue (ou une expression). La création de nouveaux mots (hapax ou mots communs) est la néologisation. La discipline lexicologique qui étudie la création de ces unités émergentes est la néologie. 
À côté des néologismes traditionnels, la plus grande partie[réf. souhaitée] des néologismes est constituée de néologismes déposés propres, appelés « marques ». C'est l'objet de l'onomastique et des articles consacrés aux marques, au naming et au branding.

## Définitions

### Étymologie
Du grec ancien νέος/néos, « nouveau », et λόγος/lógos, « parole ».

### Néologisme objectif et subjectif
Certains linguistes distinguent :
- le néologisme objectif[réf. nécessaire], naturel à la langue, qui est un nouveau lemme (ou la création d'un nouveau lemme) apparaissant dans le lexique d'une langue, construit par dérivation (dont parasynthèse), dérivation impropre, mot composé, acronymie, abréviation, utilisation d'un mot-valise, etc. (et non hérité d'un état plus ancien de la langue ou emprunté d'une autre langue[1]) ;
- du néologisme subjectif[réf. nécessaire], qui est le fait d'un auteur ou d'une personnalité ; on en fait alors une figure de style car il peut entrer de manière caractéristique dans la formation d'un style littéraire propre, comme dans celui de Louis-Ferdinand Céline ou de Frédéric Dard.

#### Définition linguistique: lenéologisme objectif
Dans un sens général, un néologisme est tout mot nouveau entré dans le lexique d'une langue. La plupart du temps cependant on réserve l'emploi de néologisme à la création et à l'utilisation d'un mot ou d'une expression qu'on vient de former à partir d'éléments déjà existants dans la langue elle-même. De nombreux néologismes apparaissent pour des raisons pratiques et perdent rapidement leur valeur de nouveauté. Le néologisme est d'usage limité (à un jargon, un sociolecte, technolectes, etc.). S'il se maintient dans le lexique (et n'est pas seulement un effet de mode), les locuteurs n'auront, au bout d'un temps variable, plus l'intuition de sa nouveauté. C'est quand le néologisme est acquis par un assez grand nombre de locuteurs qu'on peut dire qu'il est lexicalisé. Dans ce cas, il commence généralement par être admis par certains dictionnaires. Il convient de se rappeler que ceux-ci ne font que représenter l'usage : ce n'est pas parce qu'un dictionnaire accepte un néologisme que celui-ci est, ipso facto, lexicalisé mais l'inverse.
L'emprunt de mots d'une langue vers une autre, de l'anglais au français par exemple (« mail », « internet », « parking », etc.) est une méthode de création naturelle de néologisme ; le répertoire de la Délégation générale à la langue française en recense ainsi plus de 3 000 en 2008.

#### Définition stylistique: lenéologisme subjectif
En littérature, on utilise souvent des néologismes pour des considérations esthétiques, dans le cadre des mythopoeïa par exemple, comme chez l'écrivain et poète franco-belge Henri Michaux qui invente des mots aux qualités descriptives poétiques, comme : « endosque », « rague », « roupète », « pratèle ». Raymond Queneau, Boris Vian dans L'écume des jours, Alfred Jarry dans son Ubu forment de nombreux néologismes, ce qui aboutit à créer l'équivalent d'une langue parallèle.

### Néologismes spontanés et terminologiques
Certains linguistes distinguent les néologismes spontanés (appelés aussi néologismes lexicographiques, ils sont formés sans motivation apparente et généralement peu diffusés au-delà de la langue dans laquelle ils ont été créés) et les néologismes terminologiques (appelés par certains terminologues néonymes, ils sont créés afin de combler des besoins de dénomination, généralement en recourant aux compositions savantes, et sont voués à une diffusion internationale).

### Néologismes selon les processus lexicogénétiques
D'autres linguistes distinguent :
- le néologisme de forme qui est un mot nouveau au sens où il n'existait pas, un mot forgé : par exemple, en informatique, courriel (pour e-mail et pour courrier électronique) ;
- le néologisme d'emprunt lexical d'un mot étranger sans modification (faire du shopping, etc.) ou avec une adaptation minime à la langue (sérendipité à la place de serendipity, etc.) ;
- le néologisme de sens, appelé aussi néosémie, qui est l'emploi d'un mot qui existe dans le lexique d'une langue dans un sens nouveau : par exemple, quand « virus » passe d'un emploi en biologie à un emploi en informatique.

D'autres encore distinguent la formation des néologismes selon les processus lexicogénétiques qui peuvent être classés en trois grandes catégories selon que la nouveauté lexicale qu'ils engendrent concerne à la fois le signifiant et le signifié (processus de néologie morpho-sémantique), le signifié (processus de néologie sémantique), ou seulement le signifiant (processus de néologie morphologique).

## Classification des néologismes
Les néologismes peuvent être rangés sous trois grandes catégories selon Jaime Semprun. Ces catégories correspondent aux circonstances qui ont fait apparaître la nécessité d'utiliser un nouveau mot.

### Nécessité de nommer des réalités nouvelles
Il s'agit d'un besoin élémentaire d'inventer de nouveaux mots pour signifier de nouvelles choses. Cette nécessité serait la moins contestée, comme pour les mots scanner, chimiothérapie, console de jeux. La seule opposition que rencontrent les néologismes de cette catégorie serait au sujet des emprunts à l'anglo-américain, mais surtout pour préférer une forme française (baladeur plutôt que walkman).

### Nécessité de nommer des réalités préexistantes, mais non distinguées d'un ensemble plus vaste
Cette deuxième catégorie se charge de nommer des réalités qui ne sont pas à proprement parler nouvelles, mais qui n'ont pas été distinguées ou isolées des ensembles plus vastes auxquelles elles sont confondues. Elle s'impose presque aussi facilement que la première catégorie. Biodiversité, convivialité, immunodéficience, ces concepts restaient inaperçus dans l'imprécision scientifique de l'archéolangue.

### Noms nouveaux pour des réalités anciennes
Cette troisième catégorie concerne les noms nouveaux qu'il a fallu donner à des réalités anciennes, car la conscience a changé par évolution des mœurs, ou grâce à ou parce qu’on a acquis à leur sujet des connaissances qu'on ne possédait pas auparavant. Ces néologismes sont facilement blâmés, car souvent apparentés au « politiquement correct » (terme lui même néologisme, figure par laquelle on déguise des idées désagréables, odieuses ou tristes, sous des noms qui ne sont point les noms propres de ces idées, qui leur sert de voiles d'après le grammairien et philosophe français Dumarsais.

## Néologicité
Le temps qu'un néologisme met pour cesser d'en être un dépend du sentiment de néologie chez les locuteurs, les néologismes sont plus ou moins perçus comme tels par les locuteurs selon leur type (ainsi, les nouvelles formes seront davantage reconnues comme « néologisme » que la néosémie par les locuteurs, et les formes irrégulières seront plus saillantes que les formes régulières)). Le néologisme constitue ainsi une notion relative et opératoire, et les lexicographes tendent à indiquer la date d'apparition plutôt que la mention NEOL dans les dictionnaires. 
Traditionnellement (par exemple, dans les années 1970 chez Pierre Gilbert ou Louis Guibert), les linguistes disent qu'un néologisme met dix ans avant de s'intégrer dans la langue. Au vingt-et-unième siècle, cela tend à être plus rapide (cinq ans). Sablayrolles et Pruvost se montrent sceptiques quant à cette quantification, qui est difficile à mesurer : ils en concluent que le sentiment de néologie est fluctuant. En revanche, un dictionnaire des néologismes publié vers 2020 (l'ouvrage datant de 2019) ne pourrait présenter de mots datant d'une décennie ou plus, qui ne seraient plus perçus comme récents.

## Exemples de néologismes communs
Certains de ces néologismes ont été créés de toutes pièces par volonté de contrer l'utilisation de mots anglais ou étrangers, notamment dans le domaine informatique (par exemple courriel, tapuscrit…).
Nous ne traiterons que des mots communs, les néologismes propres (marques, titres, etc.) étant tout autre chose, du domaine de l'onomastique
- Abracadabrantesque, néologisme utilisé par Mario Proth en 1865 dans son livre Les Vagabonds[9], repris par Arthur Rimbaud dans son poème Le Cœur supplicié en 1871.
- Adulescent, contraction de adulte et adolescent (ce néologisme est un mot-valise).
- Alunir, par changement du radical de atterrir sur la Lune.
- Arobasque proposition pour franciser arobase en relation avec arabesque.
- Baladeur, néologisme créé par une des commissions ministérielles de terminologie pour lutter contre le franglais et remplacer le produit-marque (branduit) Walkman (1979).
- Capillotracté : terme souvent attribué à tort à l’humoriste Pierre Desproges, signifiant « tiré par les cheveux », venant du latin « capillo », cheveu et « tracto », tiré.
- cédérom est un des néologismes issus des acronymes informatiques (voir plus haut) des supports CDROM.
- Consom'action, néologisme qui exprime l'idée selon laquelle on peut « agir en consommant » ou « voter avec son caddie » en choisissant de consommer de façon citoyenne et non plus seulement de manière consumériste[réf. nécessaire].
- Courriel, contraction de courrier électronique comme alternative à e-mail et à ses variantes.
- Dévédé est un des néologismes issus des acronymes informatiques (voir plus haut) des supports DVD.
- e-commerce, pour le commerce consacré exclusivement à Internet ; le e (provenant de l'anglais electronic, qui signifie électronique, cette graphie étant déconseillée par la Commission générale de terminologie et de néologie) est ajouté à commerce, bien qu'il pourrait y avoir d'autres néologismes utilisant d'autres racines comme « télécommerce », où la racine grecque télé signifie loin, comme « cybercommerce », cybercafé, utilisant la racine grecque kubernân qui signifie gouverner.
- Fractale : néologisme créé par Benoît Mandelbrot en 1974, il désigne une courbe ou surface de forme irrégulière ou morcelée qui se crée en suivant des règles déterministes ou stochastiques impliquant une homothétie interne.
- Frontage : mot créé en 2012 par l'urbaniste Nicolas Soulier et calqué sur l'anglais frontage (1620) pour désigner le terrain compris entre la base d'une façade et la chaussée.
- Informatique : créé en 1962 par Philippe Dreyfus pour son entreprise Société d'Informatique Appliquée, calque de l'allemand Informatik (1957), mot-valise créé à partir d'information et automatique. Il fut officiellement consacré par Charles de Gaulle qui trancha lors d’un Conseil des ministres entre « informatique » et « ordinatique ». Le mot est maintenant parfaitement lexicalisé.
- Logiciel est un des néologismes créés par une des commissions ministérielles de terminologie pour lutter contre le franglais.
- Madelle, tentative faite pour « mademoiselle ».
- Phablette, créé en 2010 pour désigner les smartphones de taille intermédiaire entre l'iPhone et les tablettes.
- Photophoner : verbe pour décrire l'action d'envoyer par[réf. nécessaire] photophone une photo prise avec ce même photophone, néologisme crée en 2002 par le journaliste Pierre-Alain Buino pour traduire l'américain camera-phone.
- Pourriel, contraction de poubelle et courriel (ou de pourri et courriel) pour désigner du courrier électronique (souvent publicitaire) non sollicité et envahissant ; exemple : le spam.
- Promeneur désigne un chargeur de portables portable.
- Spleen : mot inventé par le poète Charles Baudelaire, dans le recueil Le Spleen de Paris, venant de l’anglais « spleen » [la mauvaise humeur, humeur noire], désignant une profonde mélancolie rêveuse.
- Tapuscrit désigne un texte qui n'est pas manuscrit mais tapé à la machine à écrire ou à l'ordinateur.
- Unicifier : néologisme forgé[réf. nécessaire] à partir du terme « unicité » qui exclut toute pluralité.
- VTT (Vélo tout terrain) (1983), néologisme créé par une des commissions ministérielles de terminologie pour lutter contre le franglais[réf. nécessaire] et remplacer mountainbike et MTB.

### Pour mémoire, néologismes historiques
- Vélocipède, supplanté par Vélo
- Bicycle, supplanté par Bicyclette
- Aéroplane, 1855, supplanté par Avion
- Aviation, inventé en 1863 par le journaliste Gabriel de La Landelle par concaténation du radical latin avis, qui désigne un oiseau et du suffixe -tion (comme dans locomotion).
- Autobus, mot-valise créé en 1906 sur automobile et sur bus, ancienne désinence latine lexicalisée par métanalyse puis hypostase à partir d'omnibus. Le mot est maintenant lui aussi parfaitement lexicalisé et le suffixe bus permet de construire d'autres néologismes comme abribus (marque déposée)
- Automobile, créé en 1890 en tant qu'adjectif pour qualifier les tramways à vapeur par opposition aux tramways hippomobiles, à traction animale.
- Omnibus (1826).

### Néologismes de sens
- Virus (informatique)
- Souris (informatique)

## Méthodes mondiales de traduction des néologismes étrangers
Les langues ont recours à une gamme de méthodes de traduction pour faire face au lexique des nouvelles technologies et tendances.

### Importation sans traduction
Les emprunts lexicaux sont courants.
Exemples :
- Français week-end ;
- Néerlandais computer.

### Modification orthographique
- Français bogue, de l'anglais « bug »
- Arabe istratigiya pour signifier stratégie
- Anglais américain maneuver (la version britannique est manoeuvre)

### Traduction littérale
Exemples de traduction littérales :
- Français code source pour l'anglais source code ;
- Arabe كرة القدم (litt. « balle de pied ») pour football.

### Création d'un mot composé
- Islandais gervitungl, littéralement lune artificielle pour signifier satellite
- Arabe قمر إصطناعي, littéralement « lune artificielle » pour signifier satellite
- Chinois 电脑 dian nao, littéralement cerveau électrique pour signifier ordinateur

### Dérivation lexicale
Il s'agit de modifier une racine existante selon ses règles de morphologie ou avec affixe.
Exemples :
- russe самолет, littéralement soi-volant pour signifier « avion » ;
- russe излучение, de à partir de + lumière + participe de nom pour signifier rayonnement ;
- français alunissage, téléchargement, ailière.

### Extension de sens
- Allemand Kern- pour nucléaire
- Anglais fire-wall ou français pare-feu dans le domaine de l'informatique
- Français suisse parc, jadis l'étendue pour laisser paître le cheptel, devenu l'espace pour garer les véhicules

### Réapparition
Un mot tombé en désuétude réapparaît.
Exemples :
- Arabe haatif pour téléphone, signifiant quelqu'un qui appelle mais qui ne se voit pas ;
- Islandais sími pour téléphone ;
- Français port (port en informatique) qui existe encore dans Saint-Jean-Pied-de-Port (du latin Portus, passage).

### Adaptation phono-sémantique
Il s'agit de choisir un mot dont le sens et le son ressemblent au terme étranger.
Exemples :
- Français bloc-notes pour blog ;
- Islandais eyðni comme paire phonosémantique de l'anglais AIDS ;
- utilisation de la racine trilatérale arabe t/q/n pour le mot technologie.

## Autres néologismes

### Néologismes politiques
Comme la langue française en général, le vocabulaire politique évolue de façon constante et voit régulièrement apparaître des nouvelles expressions et des néologismes. Parfois créés sans but partisan, ces expressions nouvelles et néologismes politiques peuvent aussi être le fait d'une communication politique active, dans un but de publicité médiatique ou de propagande. Les idées politiques sont parfois diffusées grâce à ces expressions nouvelles et néologismes destinés à être diffusés par les médias. Cette diffusion permet une propagation de l'idéologie sous-tendue par la création du néologisme.
De fait, ces expressions nouvelles et ces néologismes sont généralement utilisés par un bord politique, et rejetés par les autres. Certains s'appliquent directement à une personne, d'autres sont créés pour soutenir une idée.

### En psychiatrie
En psychiatrie, le néologisme est une tendance linguistique qui consiste en l'utilisation immodérée et pathologique de mots nouveaux créés soit à partir de sons, soit par fusion de mots ou de fragments de mots usuels, et utilisé par un malade dans certains états délirants. Les néologismes renvoient au diagnostic de psychose ou d'aphasie sensorielle.[réf. nécessaire]
Le psychiatre allemand Emil Kraepelin a ainsi étudié les troubles du langage intérieur dans le rêve, ce qu'il a nommé les « néologismes dans le rêve ».

## Dictionnaire de néologismes
Le Baleinié est un dictionnaire français en trois tomes qui a créé 454 néologismes pour décrire les tracas du quotidien. Selon ses auteurs, les mots ont été créés de manière arbitraire, sans utiliser de racine et avec un rapport entièrement phonologique. Le dictionnaire ne contient pas de Q.